# Félix Ayo
Félix Ayo (Sestao, 1º luglio 1933 – Mentana, 24 settembre 2023) è stato un violinista spagnolo naturalizzato italiano.
Divenne conosciuto per essere uno dei fondatori e violino solista del gruppo I Musici. Specializzato nella musica barocca e successivamente, con il Quartetto Beethoven, sul repertorio romantico. Ha suonato nelle maggiori sale da concerto del mondo, come solista e specialmente in gruppi da camera. Con una carriera che ha attraversato oltre cinquant'anni, ha registrato moltissime incisioni discografiche ed è stato conosciuto anche come valido insegnante.
Nel 1955 la registrazione delle Quattro Stagioni di Vivaldi ebbe un tale successo da vincere il Grand Prix du Disque, rimanendo negli anni un punto di riferimento.

## Biografia
Ayo aveva uno zio violinista e all'età di sei anni cominciò lo studio della musica al Conservatorio Municipale di Sestao, continuando successivamente al Conservatorio Municipale di Bilbao, dove si diplomò a 14 anni. Due anni dopo vinse il Primo Premio al concorso Ibáñez de Betolaza di Bilbao, ottenendo una borsa di studio con la quale si perfezionò a Parigi, Siena e Roma, dove studiò al Conservatorio di Santa Cecilia sotto la guida di Remy Prìncipe. Ottenne poi la cittadinanza italiana.
Nel 1949 suonò per la prima volta da solista con l'Orchestra Sinfonica di Bilbao e collaborò con l'orchestra per 60 anni. All'età di 18 anni fu fra i fondatori del gruppo I Musici, composto da studenti ed ex studenti di Prìncipe, e ne fu il primo violino solista (il gruppo suonava senza direttore) per sedici anni. Il gruppo fu un precursore della rinascita del repertorio barocco.
Nel 1970, insieme ad Alfonso Ghedin alla viola, Mihai Dancila al violoncello e Carlo Bruno al pianoforte, formò il Quartetto Beethoven di Roma, con il quale affrontare un maggiore repertorio romantico.

### Esecuzioni
Ha suonato nelle maggiori sale del mondo: Carnegie Hall, Philharmonie Berlin, Teatro Colón, Musikverein, Teatro Real, Teatro alla Scala, Royal Festival Hall, Salle Pleyel, Suntory Hall, Bunka Kaikan, Teatro dell'Opera di Sydney, Concertgebouw e all'Accademia Nazionale di Santa Cecilia. Ha suonato come solista con importanti orchestre, come quelle di Madrid, Copenhagen, Buenos Aires, Tokyo, e la Australian Chamber Orchestra, la Kammerorchester Berlin, il Tokyo String Ensemble ed i Virtuosi di Roma. Ha collaborato, tra gli altri, con musicisti come l'oboista Heinz Holliger, il trombettista Maurice André e Frans Brüggen.

### Quartetto Beethoven di Roma
Con innumerevoli tournee in Europa, Russia, USA, Canada, Sud America, Australia, Nuova Zelanda e Giappone e la presenza costante nei Festival internazionali, il gruppo è stato riconosciuto come uno dei migliori gruppi da camera del mondo. Molte le registrazioni dei quartetti con pianoforte di Mozart, Beethoven, Schumann, Brahms, Fauré e Mahler. Il gruppo fu premiato dal Premio Discografico della Critica Italiana, riconoscendo agli esecutori una comunità d'intenti ed una precisione dati dalla lunga collaborazione.

### Insegnamento
Ayo ha insegnato all'Accademia Nazionale di Santa Cecilia ed ha tenuto Masterclass in Danimarca, Germania, Italia, Spagna, Australia, Canada, Stati Uniti e Giappone. È stato spesso invitato nelle giurie dei concorsi internazionali.

## Registrazioni discografiche
Felix Ayo ha lasciato una vasta discografia. Oltre alle Quattro Stagioni, che ha inciso due volte, ha registrato molti dei concerti per violino di Vivaldi, i Concerti Grossi di Corelli e brani di Albinoni e Geminiani, comprendendo anche i Concerti brandeburghesi e le Sonate e partite per violino solo di Johann Sebastian Bach, brani di Tartini, Mendelssohn e Turina.

### Premi e riconoscimenti
Fra i premi ricevuti dalle sue incisioni sono da ricordare il Preis der Deutschen Schallplattenkritik, il Premio Edison, il Premio Mar del Plata, il Grand Prix du Disque ed il premio della critica italiana, oltre al Premio Roma e al Premio San Michele per la sua dedizione alla musica.